# Washington Institute for Near East Policy
L'Institut de Washington per la Política d'Orient Pròxim (en anglès nord-americà: The Washington Institute for Near East Policy) (WINEP) és un think tank que es troba a Washington DC, està centrat en la política exterior dels Estats Units a l'Orient Pròxim i als països del Sud-oest d'Àsia. El think tank va ser establert el 1985 pel jueu Martin Indyk, la missió declarada de l'institut és la cerca i l'avanç d'una comprensió realista dels interessos dels Estats Units d'Amèrica a l'Orient Mitjà, i promoure les polítiques que assegurin aquests interessos. Generalment és descrita com una organització pro-israeliana.
El WINEP té forts vincles amb l'American Israel Public Affairs Committee (AIPAC).